# Van Hool A320
De Van Hool A320 was een stadsbus van de Belgische fabrikant Van Hool. Het is een laagvloerbus waardoor deze geschikt is voor gehandicapten en kinderwagens. De vloer loopt vlak tot aan de tweede deur, daarna loopt de vloer lichthellend tot achter in de bus, vanwege de horizontale ligging van de motor achter in de bus. Door deze helling zit er bij een driedeursversie een trede bij de achterste deur. De bus is 12 meter lang en kan worden geleverd met 2 of 3 deuren waardoor hij goed is in te zetten op stadslijnen.

## Geschiedenis
In 1997 werd de Van Hool A320 tegelijkertijd geïntroduceerd met de A330. Er zijn weinig verschillen tussen deze 2 bussen, alleen de positie van de motor is anders. Zo ligt de motor bij de A320 horizontaal en bij de A330 ligt die verticaal. Echter omdat de bus niet veel verschilt met de A330 en de A360 is de bus niet verder ontwikkeld en uit de catalogus gehaald. Wel kreeg de bustype net zoals alle andere bussen van Van Hool een nieuwe uiterlijk. In België werd de bus door TEC gezien als de opvolger van de A500 in plaats van de A300. De prototypebus werd later door buspachter Collard Lambert gekocht. Deze bus had 2 deuren en in tegenstelling tot alle andere bussen een Mercedes-Benzmotor.

## Inzetgebieden
| Land        | Bedrijf                       | Type      | Serie                 | Aantal | Jaar      | Inzet            | Opmerking                                           |
| ----------- | ----------------------------- | --------- | --------------------- | ------ | --------- | ---------------- | --------------------------------------------------- |
| België      | Alk Reizen                    | newA320   | 401304                | 1      | 2004      | Limburg          | Ex-E. Frisch EF1205                                 |
| België      | Collard Lambert               | A320      | 753107                | 1      | 1996      | Luik en Verviers | In de huissijl van TEC Prototypebus                 |
| België      | TEC                           | A320      | 3721-3735             | 15     | 1998      | Henegouwen       |                                                     |
| België      | TEC                           | A320      | 5801-5907             | 107    | 1998-2000 | Luik en Verviers |                                                     |
| Duitsland   | Göttinger Verkehrsbetriebe    | newA320   | 41-49                 | 9      | 2005      | Göttingen        |                                                     |
| Duitsland   | NVG                           | newA320   | GÖ-B 5560, ESW-WB 140 | 2      | 2006      | Göttingen        |                                                     |
| Frankrijk   | Albibus                       | A320      | 501-504               | 4      | ??        | Albi             |                                                     |
| Frankrijk   | CAM                           | A320      | 30 - 33               | 4      | 1998      | Monaco           |                                                     |
| Frankrijk   | CAM                           | newA320   | 34 - 35               | 2      | 2002      | Monaco           | ex-134 - 135                                        |
| Frankrijk   | DK'Bus marine                 | newA320   | ??                    | 3      | 2005      | Duinkerke        |                                                     |
| Frankrijk   | Transports en commun de Vichy | newA320   | 94-95                 | 2      | 2004      | Vichy            | ex 239-240                                          |
| Frankrijk   | Transports en commun de Vichy | A320      | 90-93                 | 4      | 1999      | Vichy            | Buiten dienst                                       |
| Luxemburg   | Demy Cars                     | newA320   | ??                    | 6      | 2008      | Luxemburg        |                                                     |
| Luxemburg   | E. Frisch                     | newA320   | EF1205-EF1206         | 2      | 2004/2006 | Luxemburg        | EF1205 is buiten dienst en geëxporteerd naar België |
| Luxemburg   | E. Frisch                     | newA320 L | EF1213                | 1      | 2006/2007 | Luxemburg        |                                                     |
| Luxemburg   | E. Frisch                     | newA320 L | EF1217-EF1218         | 2      | 2006/2007 | Luxemburg        |                                                     |
| Luxemburg   | Sales-Lentz                   | newA320   | SL3076                | 1      | ??        | Luxemburg        |                                                     |
| Luxemburg   | Sales-Lentz                   | newA320   | SL3222                | 1      | ??        | Luxemburg        |                                                     |
| Luxemburg   | Voyages Koob                  | newA320 L | DB6545                | 1      | 2007      | Luxemburg        |                                                     |
| Luxemburg   | Zeebra Tours                  | newA320   | 94                    | 1      | 2008      | Luxemburg        | Ex-Demy Cars DC 9515                                |
| Zwitserland | Postauto                      | newA320   | ??                    | 9      | ??        | ??               |                                                     |

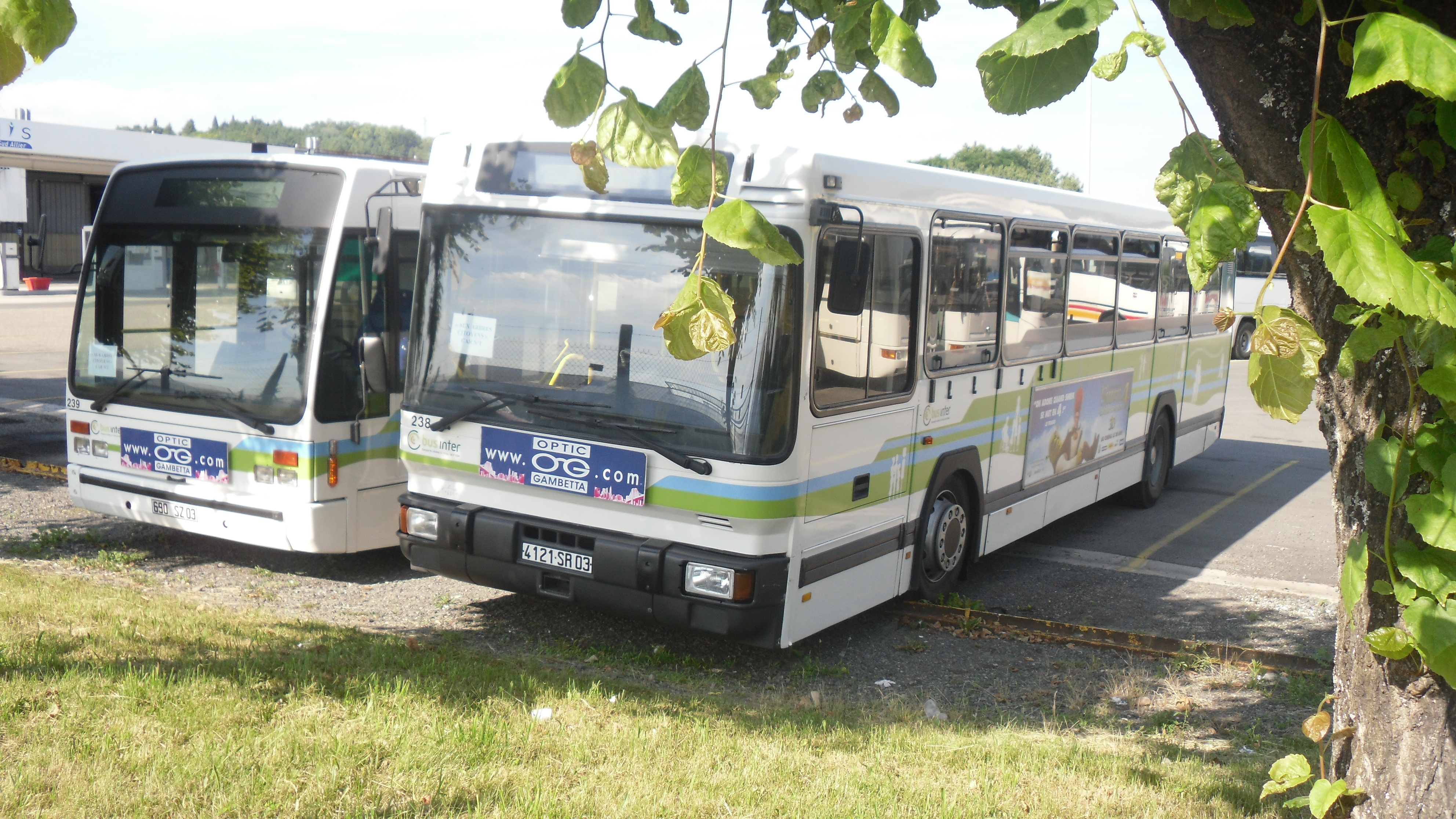
Van Hool A320 naast een Renault Pr 112